# 고승훈
고승훈(高昇勳, 1969년 1월 21일 ~)은 쌍방울 레이더스의 전 야구 선수다. 통산 1경기 3타수 무안타를 기록했다.

## 출신 학교
- 신일고등학교
- 성균관대학교

## 같이 보기
- 1991년 쌍방울 레이더스 시즌